# カロリン島
カロリン島（カロリンとう）あるいはカロリン環礁（カロリンかんしょう、ミレニアム島として知られている）は、ライン諸島最東端の島。キリバスに属し、同国最東端の島でもある。標準時はUTC+14を採用している。

## エピソード
カロリン島は日付変更線に一番近いため、世界で一番早く一日を迎えるとともに新年を一番早く迎える島である。キリバスはミレニアムや新世紀の年越し（カウントダウン）を目当てとした観光需要をターゲットにして、1995年1月1日に日付変更線を移動した。後に島の名称もカロリン島からミレニアム島に変更している。
ミクロネシアのカロリン諸島とは全く関係がない。